# シー・オブ・ライト
『シー・オブ・ライト』（Sea of Light）は、イギリスのバンド、ユーライア・ヒープが1995年に発表した19作目のスタジオ・アルバム。

## 背景
アルバム・タイトルは、収録曲「ラヴ・イン・サイレンス」の歌詞の一節から取られた。ジャケットの絵は、かつて『悪魔と魔法使い』（1972年）および『魔の饗宴』（1972年）のアートワークも手がけた画家ロジャー・ディーンが描いた。

## 反響・評価
スイスでは1995年5月14日付のアルバム・チャートで最高29位を記録し、合計4週トップ100入りした。
Donald A. Guariscoはオールミュージックにおいて5点満点中3.5点を付け「『イクウェイター』等のアルバムで見られた、軽率なポップ・メタル的スタイルを捨て、『対自核』等ユーライア・ヒープの代表作とされるアルバムを思わせる、ゴシック調のオールド・スクールなメタルに回帰したことが、本作の成功の鍵となっている」と評している。また、Kostas Voulgarelisは2019年の記事「50 Years of Uriah Heep」において、本作を「1990年代中期に生まれた壮大な作品で、大いに驚かされた」「捨て曲も2曲ほどあるが、『魔の饗宴』あたりにも肉迫する作品で、ユーライア・ヒープの全アルバムの中でもトップ10に入る」と評している。

## 収録曲
特記なき楽曲はミック・ボックスとフィル・ランゾンの共作。
1. アゲインスト・ジ・オッズ - "Against the Odds" - 6:12
2. スウィート・シュガー - "Sweet Sugar" (Trevor Bolder) - 4:43
3. タイム・オブ・レヴィレイション - "Time of Revelation" - 4:02
4. ミストリス・オブ・オール・タイム - "Mistress of All Time" (Phil Lanzon) - 5:33
5. ユニヴァーサル・ホイールズ - "Universal Wheels" - 5:39
6. フィアー・オブ・フォーリング - "Fear of Falling" (T. Bolder) - 4:38
7. スピリット・オブ・フリーダム - "Spirit of Freedom" - 4:14
8. ロジカル・プログレッション - "Logical Progression" - 6:12
9. ラヴ・イン・サイレンス - "Love in Silence" - 6:48
10. ワーズ・イン・ザ・ディスタンス - "Words in the Distance" - 4:46
11. ファイアーズ・オブ・ヘル - "Fires of Hell (Your Only Son)" (T. Bolder) - 3:56
12. ドリーム・オン - "Dream On" (T. Bolder) - 4:26

### 2013年リマスターCDボーナス・トラック
1. "She Still Calls His Name" (Bernie Shaw, Mick Box, Phil Lanzon, Trevor Bolder, Lee Kerslake) - 5:44
2. "Sail the Rivers" (T. Bolder) - 6:55
3. "Dream On (single Edit)" (T. Bolder) - 3:31

## 参加ミュージシャン
- バーニー・ショウ - ボーカル
- ミック・ボックス - ギター、バッキング・ボーカル
- フィル・ランゾン - キーボード、バッキング・ボーカル
- トレヴァー・ボルダー - ボーカル(on #6)、ベース、バッキング・ボーカル
- リー・カースレイク - ドラムス、バッキング・ボーカル

アディショナル・ミュージシャン
- ピート・シールク - アディショナル・キーボード
- ピート・ベケット - ストリングス・アレンジ(on #9)、アディショナル・バッキング・ボーカル
- ロルフ・ケーラー - アディショナル・バッキング・ボーカル